# Luigi Ferro
Luigi Ferro (* 30. Dezember 1871 in Venedig; † 5. Juli 1937 ebenda) war ein italienischer Archivar.

## Leben
1890 trat er in den Dienst des Staatsarchivs in Venedig ein, wo er sein gesamtes Berufsleben verbrachte, zuletzt von 1923 bis zu seinem Ruhestand 1937 als Oberarchivar.

## Veröffentlichungen (Auswahl)
- mit Giuseppe Giomo: Archivio antico della comunità cadorina. Inventario. Tip. Del Gazzettino, Venedig 1912.
- Giuseppe Giomo. Tip. C. Ferrari, Venedig 1912.
- Jacopo Chiodo fondatore dell’Archivio di Stato di Venezia, in: Ad Alessandro Luzio gli archivi di stato italiani. Miscellanea di studi storici., Band 1, Felice Le Monnier, Florenz 1933, S. 364–369.
- Le Commissioni dei Savi per le leggi venete. In: Archivi. Archivi d’Italia e rassegna internazionale degli Archivi. 1933/34, S. 125–127.